# مجلة المستقبل الإسلامي
مجلة المستقبل الإسلامي دورية إسلامية تصدر عن الأمانة العامة للندوة العالمية للشباب الإسلامي، منتظمة الصدور مع مطلع كل شهر هجري، منذ أربعة عشر عامًا، وهي مجلة علمية، ثقافية، دعوية، اجتماعية، شبابية يكتب فيها مجموعة من الأقلام المعروفة وتطرح شهريًا ملفًا خاصًا يهم شريحة الشباب من الجنسين.

## رؤية المجلة
تسعى المجلة إلى أن تكون منبراً إعلامياً إسلامياً يقف في مواجهه الهجمة الشرسة للإعلام الفاسد أياً كان مصدره، حفاظاً على نقاوة المجتمع الإسلامي وطهره.

## الرسالة
وتتلخص رسالة مجلة «المستقبل الإسلامي» في شعار «نحو جيل جديد».

## الهدف
- التعريف بقضايا العالم الإسلامي المختلفة، وتوضيح الرؤية العقدية الصحيحة أمام الشباب المسلمين، مع لفت أنظار العالم الإسلامي إلى الوقوف جنباً إلى جنب مع إخواننا المسلمين المضطهدين في كل مكان
- الوصول إلى مستقبل إسلامي مشرق، ينعم بالأمن والأمان والرفاهية والاستقرار، في جو صحي سليم غير ملوث بآثار التخريب والدمار.[2]

## نشاطات المجلة
- تعتبر المجلة نافذة يطل منها المسلم على أخبار العالم الإسلامي المختلفة، كما تناقش العديد من قضايا الساعة الساخنة، وتضع في دائرة الضوءالقضية المحورية للأمة (فلسطين).
- وتفتح المجلة ملفات الأزمات التي تحيق بالعالم الإسلامي وتهدد مستقبله وكيانه، وتتنبأ بهذه الأزمات من واقع دراسات علمية تستشرف آفاق المستقبل للبحث عن السبل المؤدية إلي تفادي هذه الأزمات ووضع البدائل الممكنة لعلاجها.
- وبما أن الأسرة هي عماد المجتمع فقد أفردت المجلة لها بابا تحت عنوان (عالم الأسرة) يعتبر واحة يقصدها أفراد الأسرة كافة، كلما شعروا أنهم بحاجة إلى تسلية أنفسهم بمعلومة مفيدة أو فكرة نافعة في جو يضفي عليهم الراحة والهدوء ويحقق لهم السعادة.
- ولأن الاقتصاد هو محور الصراع والتنافس الدولي للسيطرة علي العالم اليوم فقد خصصت المجلة بعض صفحاتها لتسليط الضوء وتوضح أبعاد هذا الصراع وموقع العالم الإسلامي فيه، إضافة إلى تحليل السلوكيات الاستهلاكية للمسلم وتوجيهه إلى إشباع حاجاته الضرورية فقط دون إسراف أو تبذير لتحقيق مستقبل اقتصادي مثمر لكل أفراد المجتمع المسلم.
- ومن الطبيعي والمجلة تصدر عن الندوة العالمية للشباب الإسلامي أن تعرض لأخبار الندوة ونشاطاتها الخيرية المختلفة كالتعريف بالإسلام وتوجيه الدول والحكومات الإسلامية والمحسنين إلى تقديم المساعدة لإخوانهم المسلمين الذين يحتاجون إلى مساعدات عاجلة تقيهم الجوع والتشرد، وكذلك دعم الجمعيات الإسلامية ونشاطاتها الخيرية المختلفة: مثل بناء المساجد والمدارس والجامعات الإسلامية في كل مكان في العالم الإسلامي.
- ومن خلال (أقلام واعدة) تعمل المجلة على نشر إبداعات الشباب المختلفة من مقال وشعر وقصة وأشكال الكتابة كافة، وبذلك تأخذ المجلة بأيديهم وتعرفهم بالقارئ، وفي ذلك خدمة كبيرة لهؤلاء الشباب الذين هم في أمس الحاجة إلى من يثق بهم وبأفكارهم.
- ومن خلال باب (فتاوى) يدخل الباحث الذي يبحث عن إجابة لاستفساراته الدينية ليجد ضالته هناك.
- هذا إلى جانب التحقيقات والحوارات والمقالات والأشعار لصفوة من الإعلاميين والكتاب والشعراء.[3]

## المشرفين على المجلة
يشرف على المجلة نخبة من الباحثين والعلماء يتقدمهم د. صالح بن سليمان الوهيبي الأمين العام للندوة العالمية للشباب الإسلامي، وهو أستاذ مشارك في قسم اللغة العربية بكلية الآداب بجامعة الملك سعود، ويحمل شهادة الدكتوراه من جامعة أنديانا - بلومنجتن - في الولايات المتحدة الأمريكية، وماجستير من الجامعة نفسها، بالإضافة إلى البكالوريوس من جامعة الرياض (جامعة الملك سعود حاليًا).